# IJzer-55
IJzer-55 of 55Fe is een onstabiele radioactieve isotoop van ijzer, een overgangsmetaal. De isotoop komt van nature niet op Aarde voor.
IJzer-55 ontstaat onder meer bij het radioactief verval van kobalt-55.

## Radioactief verval
IJzer-55 vervalt door elektronenvangst tot de stabiele isotoop mangaan-55:
{\displaystyle {\ce {{^{55}_{26}Fe}+{e^{-}}->{^{55}_{25}Mn}+{\nu }_{e}}}}
De halveringstijd bedraagt ongeveer 2,7 jaar.
45Fe · 46Fe · 47Fe · 48Fe · 49Fe · 50Fe · 51Fe · 52Fe · 52mFe · 53Fe · 53mFe · 54Fe · 54mFe · 55Fe · 56Fe · 57Fe · 58Fe · 59Fe · 60Fe · 61Fe · 61mFe · 62Fe · 63Fe · 64Fe · 65Fe · 65mFe · 66Fe · 67Fe · 67mFe · 68Fe · 69Fe · 70Fe · 71Fe · 72Fe · 73Fe · 74Fe · 75Fe